# غاندومينة (بربرود الشرقي)
غاندومینة (بالفارسية: گندمینه) هي قرية تقع في إيران في قسم بربرود الشرقي الریفي. يقدر عدد سكانها بـ 1,407 نسمة .